# Авоты (остановочный пункт)
А́воты (латыш. Avoti) — бывший остановочный пункт в Юрмале на железнодорожной линии Торнякалнс — Тукумс II, ранее являвшейся частью Риго-Орловской железной дороги.

## История
Платформа Эдинбург-I была открыта во время курортного бума, случившегося на побережье Рижского залива в начале XX века. Расположенная всего в 600 метрах от станции Эдинбург, она должна была приблизить путь пребывающих отдыхающих к открывавшимся новым санаториям, пансионатам и купальням.
В годы Первой мировой войны остановочный пункт был закрыт и возобновил свою работу в 1922 году. Некоторое время спустя было восстановлено разрушенное здание и построен новый багажный склад. В 1929 году был переименован в Авоты. В 1963 году остановочный пункт, объединённый с соседним пунктом Дзинтари, прекратил своё существование.